# مبانی و دستور خط فارسی شکسته
مبانی و دستور خط فارسی شکسته: بر اساس صد سال آثار داستانی و نمایشی (۱۲۹۸ تا ۱۳۹۷) کتابی از امید طبیب‌زاده است که در آن نویسنده تلاش می‌کند بر پایهٔ آثار برجسته یا پرفروشِ داستانی و نمایشی فارسی در دوره‌ای صدساله (۱۲۹۸ تا ۱۳۹۷)، رسم‌الخطی برای فارسی شکسته ارائه دهد. این اثر جامع‌ترین پژوهش انجام‌شده دربارهٔ فارسی شکسته تا امروز است. نسخهٔ خلاصه‌تر این کتاب با عنوان فارسی شکسته (دستور خط و فرهنگ املایی) در ۷۶ صفحه از سوی انتشارات «کتاب بهار» منتشر شده که بخش‌های کاربردی‌تر کتاب را دربرمی‌گیرد و به‌عنوان کتاب مرجع کاربرد دارد.

## پیش‌زمینه
این کتاب که به علاءالدین طباطبایی تقدیم شده، حاصل طرحِ پژوهشی یک‌سالهٔ طبیب‌زاده در پژوهشگاه علوم انسانی و مطالعات فرهنگی است، اما مقدمات آن به سال ۱۳۹۵ بازمی‌گردد که نویسنده در حال تدارک سخنرانی راجع به فارسی شکسته در انتشارات فنی ایران بود.

## نقد و بررسی
جلسهٔ نقد و بررسی این کتاب با حضور سیروس نصرالله‌زاده، مصطفی عاصی، بهروز محمودی بختیاری، مهدی سمایی و امید طبیب‌زاده در دی‌ماه ۱۳۹۸ در پژوهشگاه علوم انسانی و مطالعات فرهنگی برگزار شد.
هوشنگ رهنما در مقاله‌ای در نشریهٔ رود، این کتاب را بررسی کرده‌است.
آبتین گلکار نیز نقد مفصلی بر این کتاب در نامه فرهنگستان نوشته‌است.